# Toby Berger
Toby Berger (* 4. September 1940 in New York City; † 25. Mai 2022) war ein US-amerikanischer Informationstheoretiker.

## Werdegang
Berger studierte Elektrotechnik an der Yale University mit dem Bachelor-Abschluss 1962 und an der Harvard University mit dem Master-Abschluss 1964 und der Promotion in angewandter Mathematik 1966 bei Donald Winston Tufts (Nyquist´s problem in data transmission theory). Ab 1962 forschte er bei Raytheon, von 1966 bis 1968 als Senior Scientist. 1968 wurde er Assistant Professor und ab 1977 Professor für Elektrotechnik an der Cornell University. Ab 2006 war er an der University of Virginia.
Er befasst sich unter anderem mit der Theorie der Datenkompression im Multimediabereich in Kanälen mit Verlusten.
Er war Mitgründer der Firma SightSpeed für Technologie von Videokonferenzen, IP-Telefonie und Instant Messaging. Er beriet neben Raytheon auch IBM und Schlumberger. Ab 1987 war er Herausgeber der IEEE Transactions in Information Theory und war Präsident der IEEE Information Theory Group.
1982 erhielt er den Frederick E. Terman Award, 2011 die Richard-W.-Hamming-Medaille und 2002 den Claude E. Shannon Award. Er war Mitglied der National Academy of Engineering und der American Association for the Advancement of Science und Fellow der IEEE. 1975/76 war er Guggenheim Fellow und 1980/81 Fellow der Japan Society for the Promotion of Science.
Zu seinen Doktoranden gehörte Richard Blahut.

## Schriften
- Rate-distortion theory: A mathematical basis for data compression, Englewood Cliffs, NJ: Prentice-Hall, 1971.
- Digital Compression for Multimedia, San Francisco, CA: Morgan Kaufmann, 1998.
- On the correlation coefficient of a bivariate, equal variance, complex Gaussian sample, Annals of Mathematical Statistics, Band 43, 1972, S. 2000–2003.
- Minimum entropy quantizers and permutation codes, Invited paper, Special Issue on Quantization, IEEE Transactions on Information Theory IT-28, 1982, S. 149–157.
- mit A. H. Kaspi Rate-distortion for correlated sources with partially separated encoders. IEEE Transactions on Information Theory IT-28, 1982, S. 828–840.
- mit Z. Zhang: Minimum breakdown degradation in binary source encoding. IEEE Transactions on Information Theory IT-29, 1983, S. 807–814.